# Camillo Prampolini

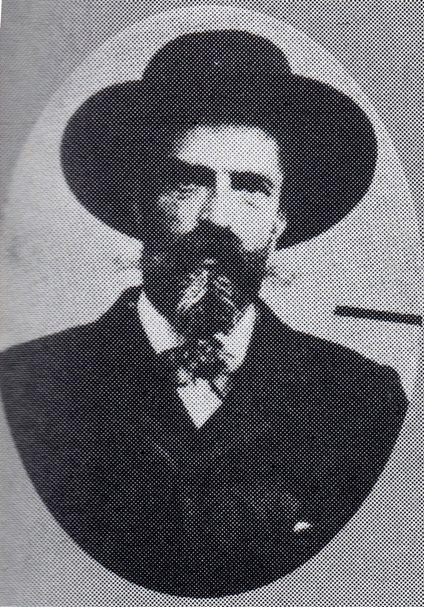
Camillo Prampolini

Camillo Prampolini (* 27. April 1859 in Reggio nell’Emilia; † 30. Juli 1930 in Mailand) war ein italienischer sozialistischer Politiker.
Der Sohn aus gutem Haus studierte Rechtswissenschaften in Rom und Bologna, wo er 1881 seine Dissertation über Arbeitsrecht schrieb.
1886 gründete er die Zeitschrift La Giustizia, die er bis zu ihrer Auflösung im Jahr 1925 leitete. 1892 gründete er die Zeitschrift Lotta di classe. Giornale dei lavoratori italiani, an der Filippo Turati und seine langjährige Partnerin Anna Kuliscioff mitwirkten. Er arbeitete mit der Zeitschrift La Martinella zusammen.
1892 gründete er die Partito Socialista Italiano. 1922 war er Mitbegründer der Partito Socialista Unitario. Von 1890 bis 1929 war er Abgeordneter in der Camera dei deputati. Unter der faschistischen Regierung zog er sich aus dem politischen Leben zurück.